# Lepidium litwinowii
Lepidium litwinowii là một loài thực vật có hoa trong họ Cải. Loài này được (Lipsky) Al-Shehbaz mô tả khoa học đầu tiên năm 2002.